# Nazionale di atletica leggera del Giappone
La nazionale di atletica leggera del Giappone è la rappresentativa del Giappone nelle competizioni internazionali di atletica leggera riservate alle selezioni nazionali.

## Bilancio nelle competizioni internazionali
Alla prima partecipazione olimpica, nel 1912, dopo che il Giappone sia stato ammesso al CIO nel 1911, partecipano due atleti, Mishima Yahiko su	100 m, 200 m e 400 m, e Kanakuri Shizō su maratona (che abandona per il forte calore).
Le due prime medaglie di atletica leggera devono aspettare il 1928 con Mikio Oda nel salto triplo e Kinue Hitomi negli 800 m. Divenne così la prima donna giapponese a vincere una medaglia olimpica.
Il Giappone ha sempre partecipato ai campionati del mondo, il suo migliore atleta con 3 medaglie in altrettante edizioni essendo il martellista Kōji Murofushi.